# Cheval de Mosbach
Sous-espèce
Statut de conservation UICN

 EX  : Éteint
Le cheval de Mosbach (Equus caballus mosbachensis) est une espèce ou sous-espèce éteinte d'équidés typique du Pléistocène moyen en Europe.

## Taxonomie
Reichenau décrit l'espèce à partir des vestiges, notamment deux crânes assez bien conservés, trouvés à Mosbach quartier du Wiesbaden en Allemagne. La date de publication indiquée varie selon les auteurs : 1901 pour Guadelli & Prat (1995), 1903 sur Biolib, 1915 pour Eisenmann et al. (1985).
Reichenau le nomme E. caballus mosbachensis car le fossile possède des caractères morphologiques dentaires propres à l'espèce E. caballus. Il le considère donc comme une sous-espèce de E. caballus, et d'autres auteurs le suivent sur ce point, dont Cordy (1982). Mais il est parfois considéré comme une espèce.

## Description

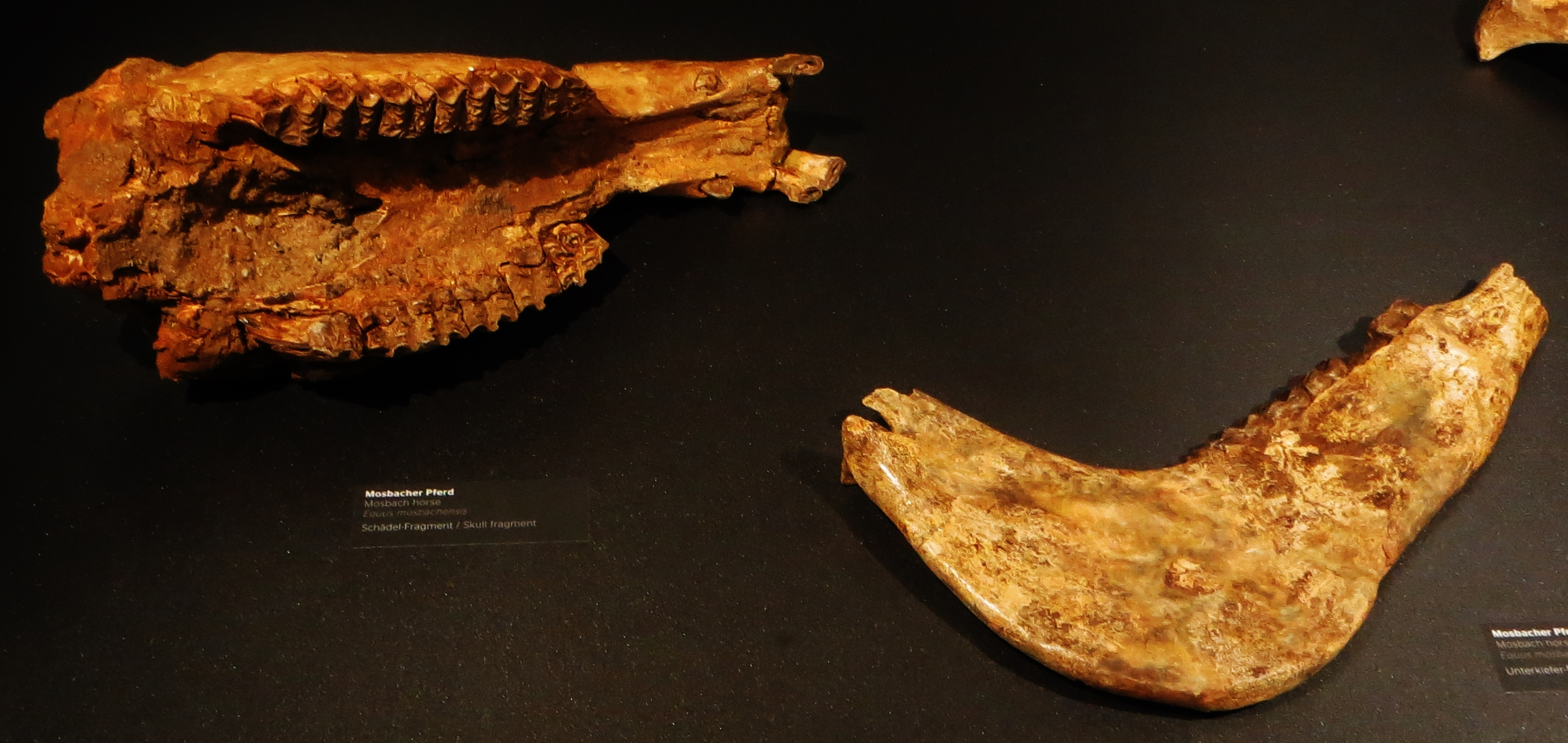
Crâne partiel et mâchoire inférieure.
Musée d'histoire naturelle de Mayence

C'est un grand cheval : sa taille au garrot a été estimée à environ 1,70 m,. Selon Bennet et Hauffmann (1999) c'est le plus grand de tous les chevaux sauvages. Ces auteurs le définissent comme un cheval d'Europe centrale, avec une tête étroite et longue (notamment comparé au cheval du nord-ouest de l'Europe) ; l'œil est placé plutôt haut et le profil nasal et droit ou convexe. Son torse est creusé, avec une section en ovale aplati et non pas arrondie comme l'ont les caballus, ferus et prezewalskoo. Le cou est plat et long, les jambes longues et solides. Ses descendants domestiqués ont une robe longue en hiver mais sans la sous-couche épaisse présente chez les chevaux du nord, ce qui donne un aspect hirsute plutôt que laineux. La morphologie des dents est similaire à celles de E. altidens mais leur forme générale est plus carrée et la bordure des fossettes est beaucoup moins plicated.
Il conserve des caractéristiques sténoniennes : un front relativement étroit, des dents jugales petites et les os des extrémités assez étroits.
Les os des membres du cheval de Ehringsdorf (en) sont similaires à ceux de E. mosbachensis, de même que la partie occlusale des dents ; mais les dents de Ehringsdorf, mesurées à la base, sont relativement petites et ressemblent à celles de Steinheim et de Vertesszöllös,.

E. mosbachensis tautavelensis Crégut 1980
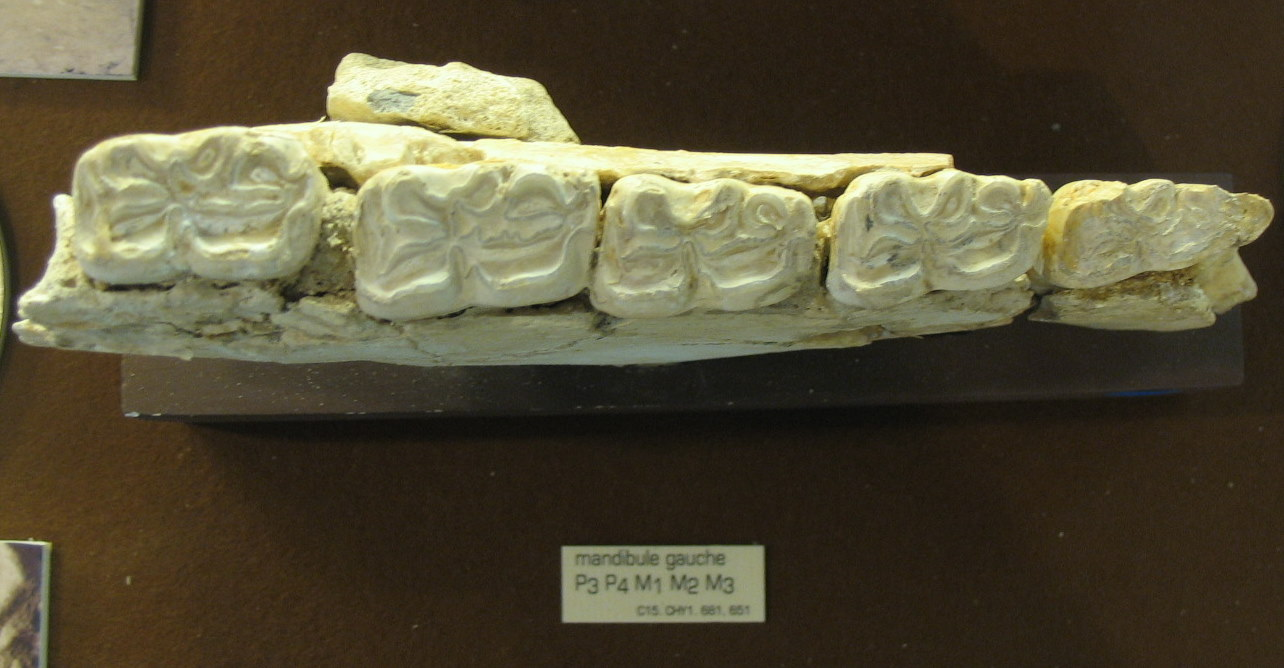
Dentition inférieure. Caune de l'Arago
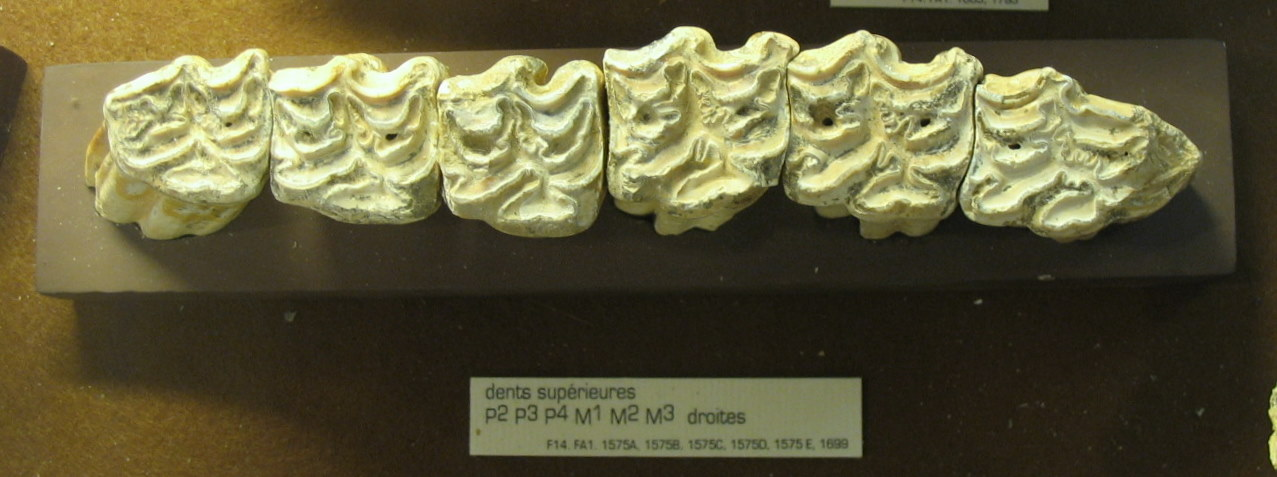
Dentition supérieure. Caune de l'Arago

## Origines et descendants
E. mosbachensis apparaît au début du Pléistocène moyen, dont il est une espèce typique. Pour Langlois (2005), il est le premier caballin européen.
Selon Kurtèn (1968), E. caballus mosbachensis est le plus ancien écomorphotype de caballoïde et serait issu du sténonide Equus bressanus (ou Equus major).
Azzaroli (1992) pense que E. idahoensis de la fin du Pliocène, une autre branche du E. simplicidens ancestral, est à l'origine des caballoïdes il y a environ 2 Ma en Amérique du Nord ; ceux-ci auraient migré vers l'Eurasie il y a 1 Ma (Azzaroli 1988), laissant en Amérique du Nord les autres comme E. niobrarensis. D'abord rares, les caballoïdes auraient été associés au sténonides en Eurasie mais auraient supplanté ces derniers au cours du demi-million d'années suivant, à cause de préférences climatiques et de niches différentes (Forstén 1988). Des molaires inférieures isolées et une mâchoire trouvées sur des sites d'âge Irvingtonien (Azzaroli 1995 ; Schäfer & Dalquest 1991) semblent appartenir à Equus caballus.
E. mosbachensis aurait précédé Equus steinheimensis, ce dernier étant un véritable cheval caballoïde bien qu'il ait été caractérisé comme « une branche d'Equus évoluant lentement » et présente des traits plus primitifs que E. mosbachensis.
Bennett (1998) donne E. mosbachensis pour ancêtre du cheval Letton, du cheval de Groningen et de certaines races de warmbloods,.

## Distribution
Son extension géographique couvre l'ensemble de l'Europe, de la France à la Russie ; selon Vangengeim, il n'a pas dépassé l'Oural. Des vestiges ont été trouvés dans de nombreux sites : 
En France à
- Igue des Rameaux[27] à Saint-Antonin-Noble-Val (Tarn-et-Garonne),
- Montoussé (Hautes-Pyrénées)[28],
- la Caune de l'Arago à Tautavel (Pyrénées-Orientales)[29],
- l'Épinette ou la Garenne à Cagny dans la Somme[30], etc

En Belgique à
- Belle-Roche (Sprimont)[31]

En Moldavie à
- Tiraspol[32], etc.

Selon Bennett (1999), son habitat est un couvert forestier ouvert (comme E. caballus, alors que E. ferus préfère la steppe, et E. alaskae et E. przewalskii la steppe-toundra).

## Paléoclimat
Sur le site de Mosbach, ses vestiges sont associés à une phase climatique tempérée datant d'un peu moins de 700 000 ans.
À la Caune de l'Arago, la couche G où il se trouve est datée entre 300 000 à 350 000 ans et il y est associé à une faune de climat froid.

## Synonymes, variantes
- Equus mosbachensis[33]
- Equus caballus mosbachensis[34],[35]
- Equus (Equus) mosbachensis[36],[35]

Variantes
- Equus mosbachensis campdepeyri Guadelli et Prat 1995[37], défini à Camps-de-Peyre (Sauveterre-la-Lémance, Lot-et-Garonne)[38].
- Equus mosbachensis micoquii Langlois 2005, défini au site de la Micoque[39] (les Eyzies-de-Tayac, Dordogne).
- Equus mosbachensis palustris Bonifay 1980[40], défini à Lunel-Viel (Hérault). Certaines de ses spécificités peuvent être interprétées comme une adaptation particulière à un milieu tempéré et à une zone humide et marécageuse ; mais le crâne a aussi des ressemblances avec le cheval de Przewalski[29].
- Equus mosbachensis tautavelensis Crégut 1980, défini à la Caune de l'Arago à Tautavel[41],[42].